# Football Alliance
Football Alliance là một giải đấu bóng đá ở Anh được diễn ra trong 3 mùa giải, từ 1889–90 tới 1891–92.
Được thành lập bởi 12 câu lạc bộ cạnh tranh trực tiếp với the Football League, giải đấu được thành lập mùa 1888–89 season, cũng gồm 12 thầnh viên. The Alliance có một khu vực gần giống như League, không chỉ kéo dài từ Trung du nước Anh tới Tây Bắc, mà còn kéo tới tận phía đông với Sheffield, Grimsby và Sunderland. Một vài câu lạc bộ Alliance ban đầu thi đấu tại giải The Combination những năm trước đó, nhưng giải đấu bị sụp đổ do kết quả bị xáo trộn và thiếu tổ chức. Chủ tịch của Football Alliance là John Holmes, cũng đồng thời là chủ tịch của The Wednesday đội bóng dành chức vô địch đầu tiên với 15 trên 22 trận thắngo.
Kết thúc mùa giải Alliance đầu tiên, khi Stoke rút khỏi Football League, Alliance chấp nhận họ là một thành vên mới. Năm sau đó, Stoke và Darwen, một CLB Alliance khác, được tham gia vào giải đấu, nâng con số thành viên lên thành 14.
Năm 1892 một quyết định chính thức đưa ra để hợp nhất hai giải đấu, Football League Second Division được thành lập, bao gồm phần lớn các câu lạc bộ của Football Alliance. Những CLB của League, cùng với 3 CLB mạnh nhất Alliance thi đấu tại Football League First Division.

## CLB thành viên
| CLB                    | Kết nạp | Rời bỏ |
| ---------------------- | ------- | ------ |
| Ardwick                | 1891    | 18922  |
| Birmingham St George's | 1889    | 1892   |
| Bootle                 | 1889    | 18922  |
| Burton Swifts          | 1891    | 18922  |
| Crewe Alexandra        | 1889    | 18922  |
| Darwen                 | 1889    | 18911  |
| Grimsby Town           | 1889    | 18922  |
| Lincoln City           | 1891    | 18922  |
| Long Eaton Rangers     | 1889    | 1890   |
| Newton Heath           | 1889    | 18921  |
| Nottingham Forest      | 1889    | 18921  |
| Small Heath            | 1889    | 18922  |
| Stoke                  | 1890    | 18911  |
| Sunderland Albion      | 1889    | 1891   |
| The Wednesday          | 1889    | 18921  |
| Walsall Town Swifts    | 1889    | 18922  |

Notes
1 Chọn thi đấu tại Football League First Division

2 Chọn thi đấu tại Football League Second Division

## Vô địch Football Alliance
| Mùa     | Đội vô địch       |
| ------- | ----------------- |
| 1889–90 | The Wednesday     |
| 1890–91 | Stoke             |
| 1891–92 | Nottingham Forest |